# Chiffong
Chiffong (även chiffon, franska chiffon ’trasa’ av chiffe ’trasa’, ’dåligt tyg’) är ett tunt, transparent och lätt tyg tillverkat av silke eller rayon. Det används huvudsakligen i olika typer av damkläder, som till exempel klänningar, blusar, scarfar och underkläder.

## Bilder

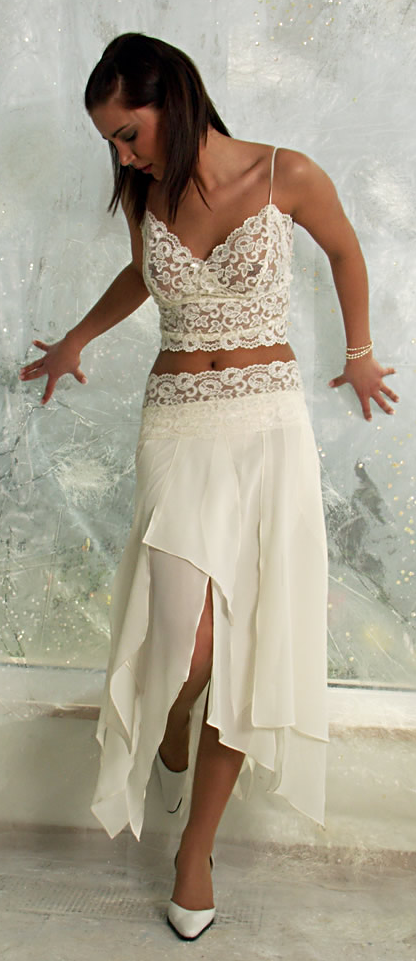
Kjol i chiffong.
Klänning av ljust blågrå sidenchiffong kantad med siden, från 1900-talets början.
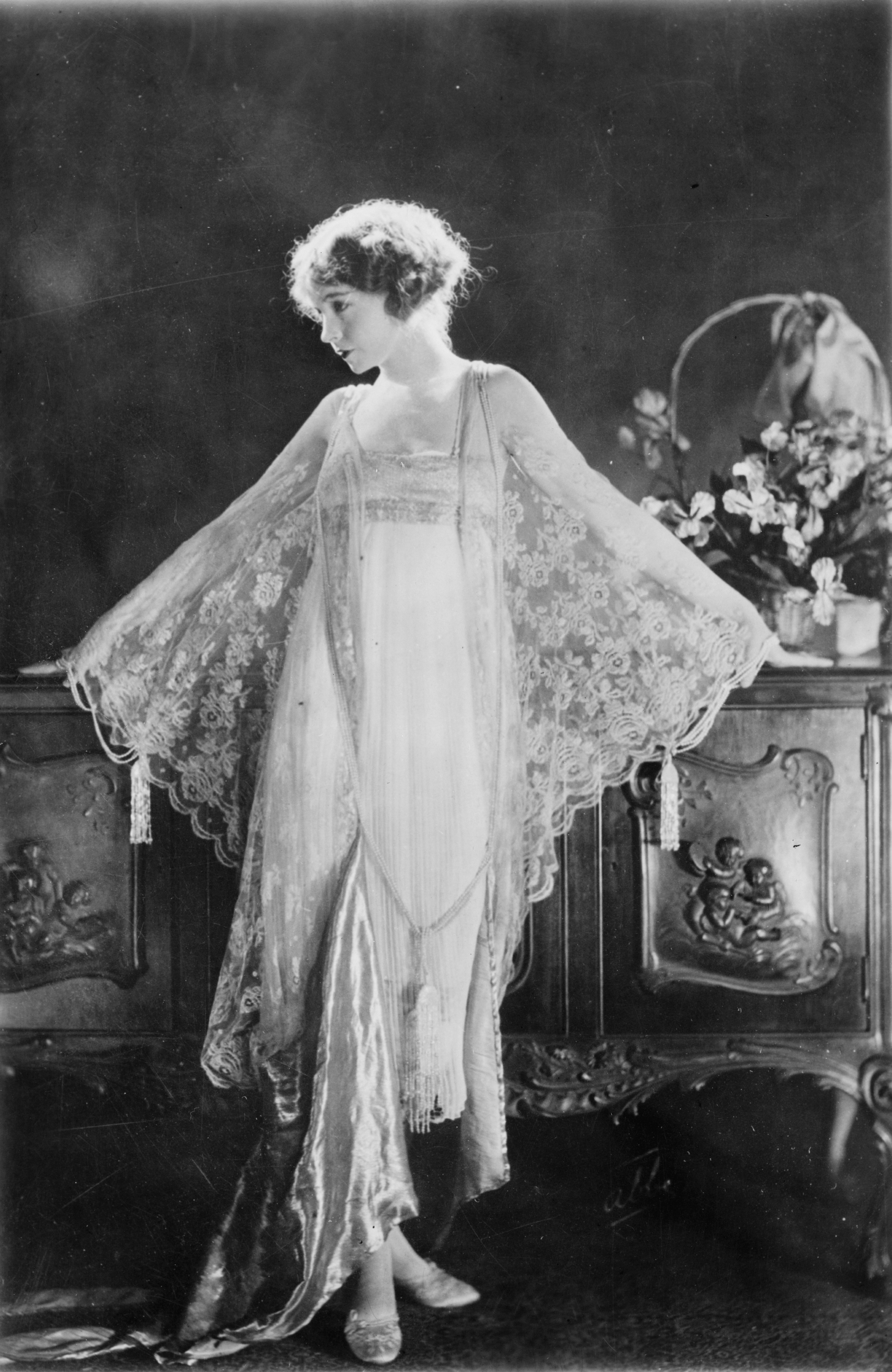
Amerikanska skådespelerskan Lillian Gish iförd morgonklänning i chiffong och spets. Fotografi från 1922.